# Юліана (гора)
Юліана (нід. Julianatop) — гірська вершина в горах Вільгельміна в окрузі Сипалівіні, Суринам. Є найвищою точкою країни, висота — 1230 м над рівнем моря.
Вершину названо на честь нідерландської королеви Юліани.
| Суринам | Це незавершена стаття з географії Суринаму. Ви можете допомогти проєкту, виправивши або дописавши її. |